# Cyclocéphalie
La cyclocéphalie est une atrophie de l'appareil nasal avec une soudure des globes oculaires. Elle est un sous-ensemble du genre des cyclocéphaliens.